# Guido Wieland
Pour les articles homonymes, voir Wieland.
Guido Wieland (né le 18 novembre 1906 à Vienne, mort le 10 mars 1993 dans la même ville) est un acteur autrichien.

## Biographie
Guido Wieland est le fils de l'acteur Ernst Wieland. Il commence un apprentissage dans une banque, mais l'abandonne au profit du métier d'acteur. Il prend des cours de théâtre auprès de Rudolf Beer et obtient son premier engagement en 1925 en tant que choriste au Volkstheater de Vienne. Après des années de voyages qui le conduisent aux États-Unis, il revient à Vienne, mais apparaît dans les théâtres allemands de Bohême et de Moravie. Il joue dans des comédies musicales et des opérettes au Theater an der Wien et au Wiener Kammerspiele de 1929 à 1931. Puis il travaille dans des théâtres de Tchécoslovaquie et de la Suisse jusqu'en 1938. Il est régulièrement bouffon d'opérette. Pendant le Troisième Reich, sa carrière s'arrête.
À partir de 1945, il a des rôles divers et très différents dans les théâtres viennois : de 1945 à 1948 au Wiener Bürgertheater, de 1948 à 1950 au Raimundtheater et de 1951 à 1990 au Theater in der Josefstadt.
Il apparaît dans de nombreux films, pour la plupart divertissants, des années 1950 aux années 1970, et de 1958 jusqu'à sa mort dans des téléfilms sur des sujets sérieux. De 1952 à 1960, il appartient à Die Radiofamilie, qui porte le nom de famille Floriani, le membre excentrique de la famille, l'oncle Guido.
Guido Weiland fut l'époux de l'actrice Hansi Prinz.

## Filmographie partielle

### Au cinéma
- 1951 : Das Herz einer Frau de Georg Jacoby
- 1952 : Abenteuer in Wien (de) d' Emil-Edwin Reinert
- 1952 : Vienne, premier avril an 2000 (1. April 2000) de Wolfgang Liebeneiner
- 1955 : La Fin d'Hitler (Der letzte Akt) de Georg Wilhelm Pabst
- 1955 : Le Secret d'une doctoresse (de) (Geheimnis einer Ärztin) d'August Rieger et Karl Stanzl
- 1955 : Sarajevo (Um Thron und Liebe) de Fritz Kortner
- 1955 : La Patronne de la Couronne d'or (de) (Die Wirtin zur Goldenen Krone) de Theo Lingen
- 1957 : Sissi face à son destin (Sissi, Schicksalsjahre einer Kaiserin) d'Ernst Marischka
- 1957 : Skandal in Ischl (de) de Rolf Thiele
- 1958 : La Rue aux filles (Die Straße) de Hermann Kugelstadt
- 1959 : Éva ou les Carnets secrets d'une jeune fille (Die Halbzarte) de Rolf Thiele
- 1959 : Pépées pour l'Orient (Das Nachtlokal zum Silbermond) de Wolfgang Glück
- 1959 : Des filles pour le mambo-bar (Mädchen für die Mambo-Bar) de Wolfgang Glück
- 1960 : Agent double (Frauen in Teufels Hand) de Hermann Leitner
- 1960 : Le Brave Soldat Chvéïk (Der brave Soldat Schwejk) d'Axel von Ambesser
- 1960 : Et l'amour pend au gibet (Am Galgen hängt die Liebe) d'Edwin Zbonek
- 1961 : Geständnis einer Sechzehnjährigen de Georg Tressler
- 1963 : Les Filles de l'air (Come Fly with Me) de Henry Levin
- 1963 : Le Dernier Alibi (Ein Alibi zerbricht) d'Alfred Vohrer
- 1964 : Hilfe, meine Braut klaut (de) de Werner Jacobs
- 1964 : Das hab ich von Papa gelernt d'Axel von Ambesser
- 1969 : L'Auberge des plaisirs (Frau Wirtin hat auch eine Nichte) de Franz Antel
- 1971 : Hochwürden drückt ein Auge zu de Harald Vock
- 1972 : Immer Ärger mit Hochwürden de Harald Vock
- 1972 : Toute la ville danse (en) (The Great Waltz) d'Andrew L. Stone
- 1974 : Karl May, à la recherche du paradis perdu (Karl May) de Hans-Jürgen Syberberg
- 1974 : Parapsycho – Spektrum der Angst de Peter Patzak
- 1975 : Change (de) de Bernd Fischerauer
- 1976 : Le Canard sauvage (Die Wildente) de Hans W. Geißendörfer
- 1979 : Die erste Polka de Klaus Emmerich
- 1980 : Egon Schiele, enfer et passion (Egon Schiele - Exzesse und Bestrafung) de Herbert Vesely

### À la télévision
- 1960 : Ich heiße Robert Guiscard (de)
- 1969 : Die Moritat vom Räuberhauptmann Johann Georg Grasel (de)
- 1970 : Zug fährt Wiental (de)
- 1971 : Der Fall Jägerstätter (de)
- 1978 : Tatort: Mord im Krankenhaus (de)
- 1980 : Land, das meine Sprache spricht (de)
- 1980-1993 : Die liebe Familie (de) (série, 242 épisodes)